# Gradsteinia andicola
Gradsteinia andicola är en bladmossart som beskrevs av Ryszard Ochyra 1990. Gradsteinia andicola ingår i släktet Gradsteinia och familjen Amblystegiaceae. Inga underarter finns listade i Catalogue of Life.